# باربوس إسينينسيس
باربوس إسينينسيس هو نوعٌ من الأسماك شعاعية الزعانف من فَصيلة الشبوطيات.
يُوجد فقط في المغرب. موطنها الطبيعي هو المياه العذبة والينابيع. وهي مُهددة بفُقدان مَوطنها.
تصنيفها في المغرب العربي على أنَّها بارب محل نزاعٍ كبير. يَعتبر بعض المُؤلفين أنَّ ب. إسينينسيس نوعًا مُميزًا، بينما يُصنفه آخرون على أنَّه بارب جزائري (Luciobarbus callensis).